# Strawberry Shake Sweet
Strawberry Shake Sweet (ストロベリーシェイク Sweet?)

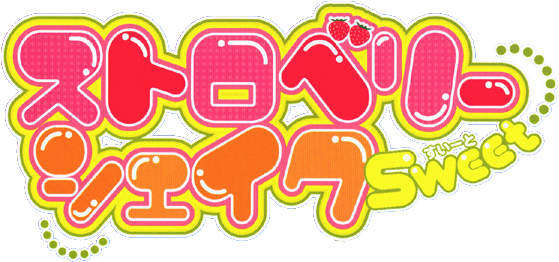
Logo della serie

è un manga yuri dell'autrice Shizuru Hayashiya. In principio, il suo nome era Strawberry Shake e il manga veniva pubblicato sulla rivista Yuri Shimai, ma dopo la chiusura di quest'ultima, Strawberry Shake Sweet ha ripreso vita sul magazine Comic Yuri Hime, cambiando titolo, ma riprendendo esattamente da dove era stato interrotto.

## Trama
Strawberry Shake racconta le vicende di due giovanissime idol, Julia e Ran, alle prese con il mondo della televisione e della moda, in Giappone. Il manga, ruota soprattutto intorno ai sentimenti di Julia nei confronti di Ran-chan, di qualche anno più piccola, sentimenti di chiara natura sentimentale, non ancora rivelati per paura di rovinare l'amicizia esistente fra le due. 

## Personaggi
Julia Tachibana
Julia è la vera e propria protagonista del manga. Si tratta di una diciassettenne dotata di un talento innato, una vera e propria star che la compagnia "Shanghai Talent Limited" cura con particolare attenzione e dedizione. Proprio, però, a causa di questa sua bravura, un giorno le viene affidata la giovane Ran, una ragazza dal chiaro aspetto occidentale, cui Julia dovrà far da senpai per permetterle di integrarsi nel mondo della televisione e della moda. In principio, Julia si dimostra ostile nei confronti della nuova arrivata, spaventata soprattutto dalla sua freschezza e dal suo aspetto che sposa perfettamente i caratteri giapponesi con quelli occidentali, ma ben presto, l'idol giapponese si innamora inevitabilmente dell'altra, dando vita alle vicende vere e proprie del manga.
Caratterialmente, Julia è testarda e spesso risulta difficile rapportarsi con lei, soprattutto quando si mette in testa qualcosa. Per assurdo, cambia completamente carattere - divenendo estremamente docile - quando c'è in giro Ran.
Ran Asakawa
Ran è la nuova arrivata presso la compagnia "Shanghai Talent Limited". Si tratta di una sedicenne molto attraente, particolarmente alta e che risponde al classico stereotipo del maschiaccio, sebbene solo da un punto di vista fisico. Caratterialmente, Ran è sempre allegra, energica, ma spesso molto ingenua, tant'è che - seppur a sua volta innamorata di Julia - non immagina assolutamente i sentimenti che l'altra prova nei suoi confronti. 
Ryouko Saeki
Saeki-san è la manager personale di Julia ed è una delle persone a conoscenza dei sentimenti che la idol giapponese prova nei confronti di Ran. A differenza, però, di altri, Saeki si dimostra quasi sempre preoccupata di fronte al rapporto esistente fra Julia e Ran, consapevole che una loro eventuale relazione potrebbe rovinare le carriere di entrambe, motivo per cui la si vede spesso tramare per impedire a Julia di confessarsi a Ran. Caratterialmente, Saeki-san è una persona normalmente calma, ma il comportamento della sua pupilla la spinge spesso all'esasperazione. 
Haruna Enomoto
Haruna è un'altra delle ragazze della compagnia "Shanghai Talent Limited", ed è più piccola rispetto a Julia e Ran. Innamorata di Kaoru, la parrucchiera della compagnia, fa di tutto per riuscire a mettersi in mostra di fronte ai suoi occhi, sebbene tali tentativi siano sempre destinati al fallimento, determinato il fatto che Kaoru è a sua volta innamorata di Saeki-san. Nonostante sia una idol, Haruna è molto timida e la si vede spesso in un atteggiamento chiaramente imbarazzato, soprattutto quando è vittima di Kaoru e delle sue battute a doppio senso.
Kaoru Shinjou
Kaoru è la parrucchiera della compagnia, e di Julia in particolare. Si tratta di una persona sempre allegra, molto estroversa e che adora mettere in imbarazzo le persone che le stanno intorno, soprattutto Saeki-san ed Haruna. Consapevole dei sentimenti che quest'ultima prova nei suoi confronti, è però innamorata di Saeki, sebbene la manager non sembri interessata ad un'eventuale loro relazione. 
Ryou
Ryou è la cantante solista, nonché leader, delle Zlay, un gruppo pop che rappresenta una parodia della band giapponese Glay. Ryou è orgogliosamente omosessuale ed è a sua volta perfettamente consapevole dei sentimenti che Julia e Ran provano l'una nei confronti dell'altra, sebbene non siano ancora riuscite a dichiararsi a vicenda. Sentimentalmente, è legata a Reki.
Reki
Reki è un altro membro del gruppo Zlay. A differenza di Ryou, Reki è molto più calma e tranquilla, ma nonostante ciò è anche una persona molto schietta e diretta, che non ha nessuna remora nel rivelare le proprie sensazioni o pareri personali, spesso rischiando di risultare brutale, nella sua onestà.

## Collegamenti
- Sito ufficiale, in giapponese, della rivista Comic Yuri Hime.